# هيجيموني (قمر)
القمر هيجيموني (بالإنجليزية: Hegemone)‏ المعروف أيضاً باسم المشتري التاسع والثلاثين (بالإنجليزية: Jupiter XXXIX)‏ هو قمر طبيعي غير نظامي يتحرك بحركة تراجعية تابع لكوكب المشتري.
و ينتمي هذا القمر إلى مجموعة باسيفي المكونة جميعها من أقمار غير نظامية وتتحرك بحركة تراجعية دائرة حول المشتري على مسافة تتراوح بين 22.8 و24.1 جيجامتر وزاوية ميلان تتراوح تقريباً بين 144.5° و158.3°.

## اكتشافه
اكتشف هذا القمر فريق من علماء الفلك من جامعة هاواي بقيادة سكوت شيبارد في عام 2003 للميلاد، وتمت تسميته مؤقتاً بالاسم S/2003 J 8.
تمت تسميته رسمياً في شهر مارس من العام 2005 م نسبة إلى هيجيموني والتي يتم ذكرها حسب الميثولوجيا الإغريقية كواحدة من إلهات الحُسن وابنة زيوس.

## خصائصه
يدور هذا القمر حول كوكب المشتري على مسافة متوسطة تبلغ 23,703 ميغامتر في 745.500 يوماً، بزاوية ميل يبلغ قدرها °153 درجة في اتجاه (°151 من خط الاستواء في المشتري) حسب مسير الشمس مع شذوذ مداري يبلغ قدره 0.4077.
و يبلغ قطر هذا القمر حوالي 3 كيلومترات.